# Willem Vrelant

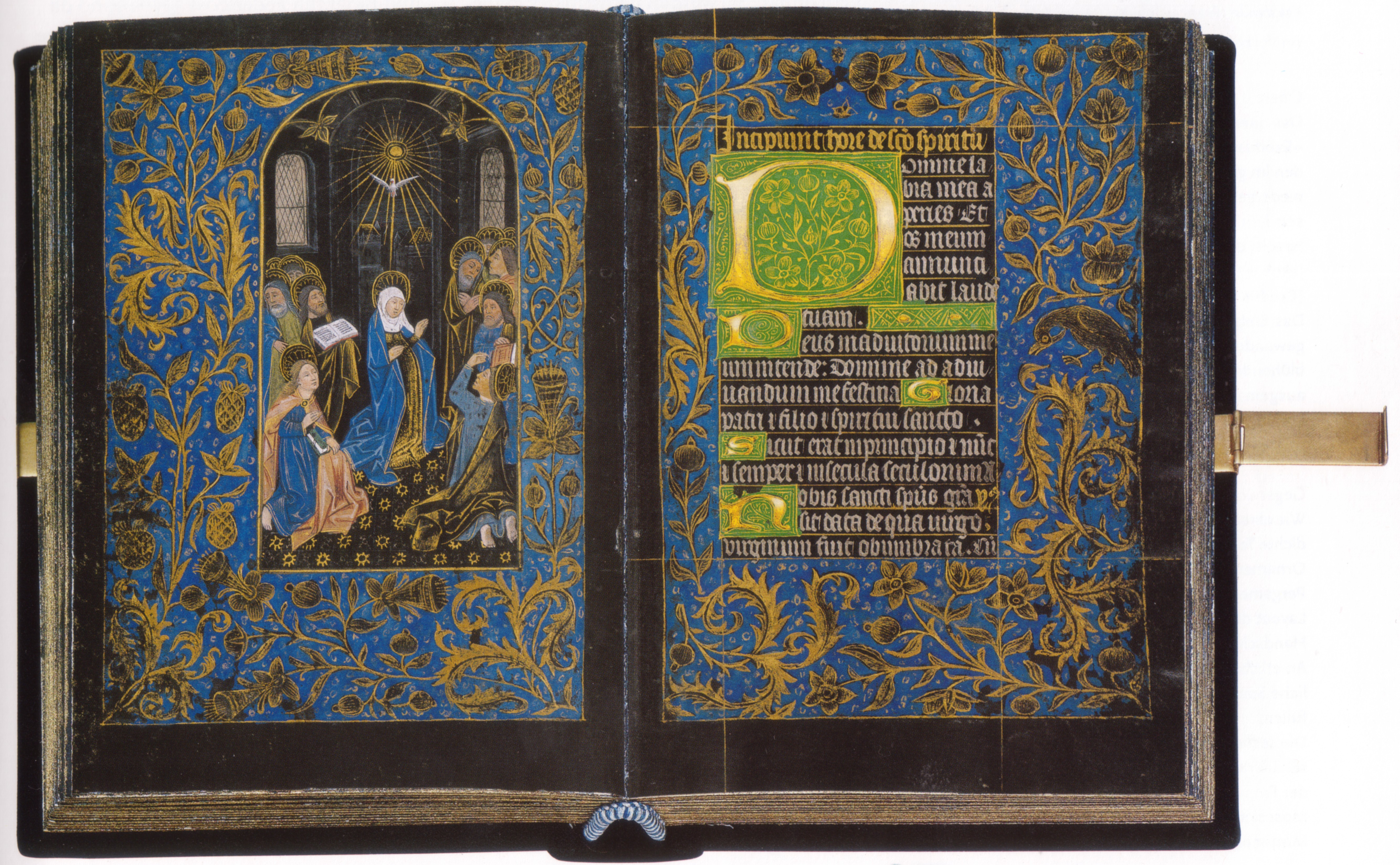
Het Zwarte Getijdenboek (Brugge, ca. 1475), toegeschreven aan Willem Vrelant

Willem Vrelant (Utrecht - Brugge, 1481) was een van de belangrijkste Nederlandse miniatuurschilders, actief in het derde kwart (1454-1481) van de vijftiende eeuw.

## Biografie
In 1449 verkreeg Willem Backer, een illuminator afkomstig uit Vreeland het burgerschap in Utrecht, hij zou de geschiedenis ingaan als Willem Vrelant. Rond 1450 was Vrelant in Utrecht werkzaam en decoreerde een groot deel van het getijdenboek van Willem van Montfoort. Hij werd in 1454 ingeschreven in de Broederschap van Sint Jan de Evangelist in Brugge, de vereniging die de belangen behartigde van diegenen die betrokken waren bij de boekproductie en het is mogelijk dat hij bij de stichting van de confrérie betrokken was. Vrelant betaalde tot in 1481 regelmatig de jaargelden aan de confrérie, behalve in de jaren 1456 tot 1459. Volgens de documenten van het gilde had hij twee vrouwelijke leerlingen in de jaren 1460 en in de jaren 1470 werkten een zekere Adrien de Raet en Betkin Scepens in zijn atelier.
In de rekeningen van Philips de Goede van juli 1468 werd een betaling gevonden aan Guillaume Wyelant voor 60 miniaturen door hem gemaakt in het tweede volume van de Chroniques de Hainaut. Heden ten dage zijn de kunsthistorici het erover eens dat het hier over Willem Vrelant ging. Ook van 1469 is er een betaling voor zijn werk aan een Vita Christi die zou deel uitgemaakt hebben van een Miroir d’humilité die vandaag bewaard wordt in Valenciennes in de Librairie Municipale als Ms. 240. Uit het feit dat op 19 juni 1481 een mis ter zijner gedachtenis werd opgedragen blijkt dat hij voor die datum overleden was.

## Werken
De verluchting van meer dan zeventig handschriften is volledig of gedeeltelijk toegeschreven aan Willem Vrelant die een van de meest productieve miniaturisten van de 15e eeuw moet geweest zijn. Vrelant en zijn atelier waren gespecialiseerd in getijdenboeken, de bestseller van de late middeleeuwen. Doordat hij waarschijnlijk een groot atelier had met vele medewerkers, zijn de aan hem toegeschreven werken wisselend van kwaliteit. Zoals hoger gezegd werkte Vrelant voor de Bourgondische hertogen, maar daarnaast ook voor familieleden en leden van het Bourgondische hof zoals Antoon van Bourgondië, Lodewijk van Gruuthuse, Karel de Croÿ, Ferry van Clugny, Jean IV van Auxy en Jacues van Bregilles. Hij was natuurlijk ook actief op de vrije markt en werkte voor de export en vreemde koningshuizen en adellijke personen zoals Johanna Enríquez, de gemalin van koning Johan II van Aragón en vele anderen.
Enkele van de werken van de hand van Vrelant of zijn atelier zijn:
- Getijdenboek van Montfoort, ca. 1450, Wenen, Österreichische Nationalbibliothek S.N. 12878
- Zwarte Getijden, Pierpont Morgan Library, M. 493
- Arenberg Getijden, Brugge ca. 1460, J. Paul Getty Museum, Ms. Ludwig IX 8 (83. ML. 104), Los Angeles
- Getijdenboek, Willem Vrelant (?): Kopenhagen, Det Kongelige Bibliotek,[5]
- Officium Beatae Mariae Virginis, Florence, Biblioteca Medicea Laurenziana, Ms. Acquisti e Doni 147
- Getijdenboek van Maria van Bourgondië, (één miniatuur)[6] Österreichische Nationalbibliothek als Codex Vidobonensis 1857.
- Getijdenboek van Filips de Stoute, Cambridge, Fitzwilliam Museum, Ms 3-1954 ;
- Miroir historial van Vincent de Beauvais, vertaald door Jean de Vignay, volume 1 (tekst: Parijs tussen 1400-1410; Illuminatie: Brugge ca. 1455), Parijs, Bibliothèque nationale de France, Fr. 308 ;
- Chroniques de Hainaut ca. 1468, van Jacques de Guyse, geschreven door Jean Wauquelin, Brussel, Koninklijke Bibliotheek van België, Ms. 9243 ;
- Getijdenboek van Isabella van Castilië, ca. 1460, Madrid, Biblioteca del Palacio Real, o. Sig ;
- Civitate Dei, Augustinus van Hippo, Brugge, Openbare Bibliotheek, Ms. 106, online bekijken

## Stijl
Vrelant ging niet mee in de vernieuwing die in de laatste dertig jaar van de 15e eeuw op gang kwam. Zijn stijl kan beschouwd worden als de oude Brugse stijl van de tweede helft van de 15e eeuw. Hij tekent zijn miniaturen zeer zorgvuldig, maar de figuren erop zijn soms wat houterig en vaak expressieloos. Hij gebruikt nogal matte kleuren, het gebruik van lichteffecten is nagenoeg onbestaand en zijn landschappen blijven schematisch. Vrelant maakte gebruik van modellen van de Boucicaut Meester en van andere Parijse miniaturisten uit het eerste kwart van de vijftiende eeuw.
- Bibsys: 1034682
- Biblioteca Nacional de España: XX1633257
- Bibliothèque nationale de France: cb13736162p (data)
- Biografisch Portaal: 98209511
- Gemeinsame Normdatei: 119365391
- International Standard Name Identifier: 0000 0000 7891 7709
- Library of Congress Control Number: nr93045395
- Nationale Bibliotheek van Israël: 987007286767905171
- Nationale Bibliotheek van Polen: a0000002721177
- Nederlandse Thesaurus van Auteursnamen: 171382005
- Réseau des bibliothèques de Suisse occidentale: 02-A010191821
- RKD-Nederlands Instituut voor Kunstgeschiedenis: 82038
- Système universitaire de documentation: 077275578
- Union List of Artist Names: 500023010
- Virtual International Authority File: 95823026
- WorldCat: E39PBJcKG6FRq479rg4RWdyfMP